# Westland Widgeon
Dimensions
Le Westland Widgeon est un avion léger britannique des années 1920. Monoplan à parasol monomoteur, le Widgeon est construit en petit nombre avant que Westland n'abandonne la production en 1929.

## Développement et conception
En 1924, le ministère de l'Air britannique, désireux d'encourager le développement d'avions civils bon marché pouvant être utilisés par des propriétaires privés et des aéroclubs, organise un concours pour un avion ultraléger biplace, qui doit être propulsé par un moteur d'une cylindrée de 1 100 cm3 ou moins et capable de transporter une charge d'au moins 155 kg (340 lb). Pour répondre à cette exigence, Westland Aircraft produit deux modèles, le biplan Woodpigeon et le monoplan parasol Widgeon. Incapable de décider quelle conception serait la meilleure, Westland décide de construire les deux types.
Le Widgeon vole pour la première fois à l'usine Westland de Yeovil le 22 septembre 1924, huit jours après le premier des deux Woodpigeon. Son fuselage, très similaire à celui du Woodpigeon, est constitué d'un mélange de tubes d'acier et de bois, tandis que l'aile parasol en bois, dont la corde et l'épaisseur sont effilées, se plie pour faciliter le stockage. Il est propulsé par un seul moteur radial à trois cylindres Blackburne Thrush de 1 090 cm3, qui développe 35 ch (26 kW).
La compétition d'avions légers du ministère de l'Air débute à l'aérodrome de Lympne, dans le Kent, le 27 septembre. Le Widgeon, qui, en raison de l'utilisation du moteur Thrush, est sous motorisé (tout comme le Woodpigeon), s'écrase lors de la première journée d'essais. Malgré cet échec, il est clair que le Widgeon est prometteur et supérieur au Woodpigeon. Le prototype endommagé est reconstruit avec un moteur Armstrong Siddeley Genet de 60 ch (45 kW) plus puissant, et devient le Widgeon II. Malgré son poids beaucoup plus important, le nouveau moteur transforme le Widgeon, l'avion reconstruit étant presque 64 km/h (40 mph) plus rapide.
Sur la base de cette expérience, Westland décide de mettre le Widgeon en production pour les propriétaires privés. Il est donc redessiné avec une aile plus simple, à corde constante, remplaçant l'aile effilée des Widgeon I et II pour faciliter la production. Le Widgeon III ainsi conçu peut être équipé d'un moteur radial comme le Genet ou d'un moteur en ligne comme le Cirrus. Le premier Widgeon III vole en mars 1927, et la production commence plus tard dans l'année. La conception est affinée avec un fuselage en tube de duralumin et un nouveau train d'atterrissage pour produire le Widgeon IIIA.
Le Widgeon s'avère coûteux par rapport à ses concurrents et seulement 26 exemplaires de tous types, y compris le prototype, sont construits et vendus avant que la production ne soit arrêtée en 1930 afin de permettre à Westland de se concentrer sur l'avion militaire polyvalent Wapiti et l'avion de ligne Wessex.

## Variantes
- Widgeon I : Propulsé par un moteur radial Blackburne Thrush de 35 cv. Un exemplaire construit.
- Widgeon II : Reconstruction du Widgeon I avec un moteur radial Armstrong Siddeley Genet de 60 cv.
- Widgeon III : Nouvelle conception pour la production. Motorisé par un moteur en ligne ADC Cirrus II ou III, un Genet II radial, un ABC Hornet ou un de Havilland Gipsy. 18 exemplaires construits.
- Widgeon IIIA : Variante du Widgeon III avec un fuselage métallique et un nouveau train d'atterrissage. Propulsé par un moteur Cirrus ou Gipsy. Sept exemplaires construits.

## Spécifications (IIIA)
- Equipage : 2

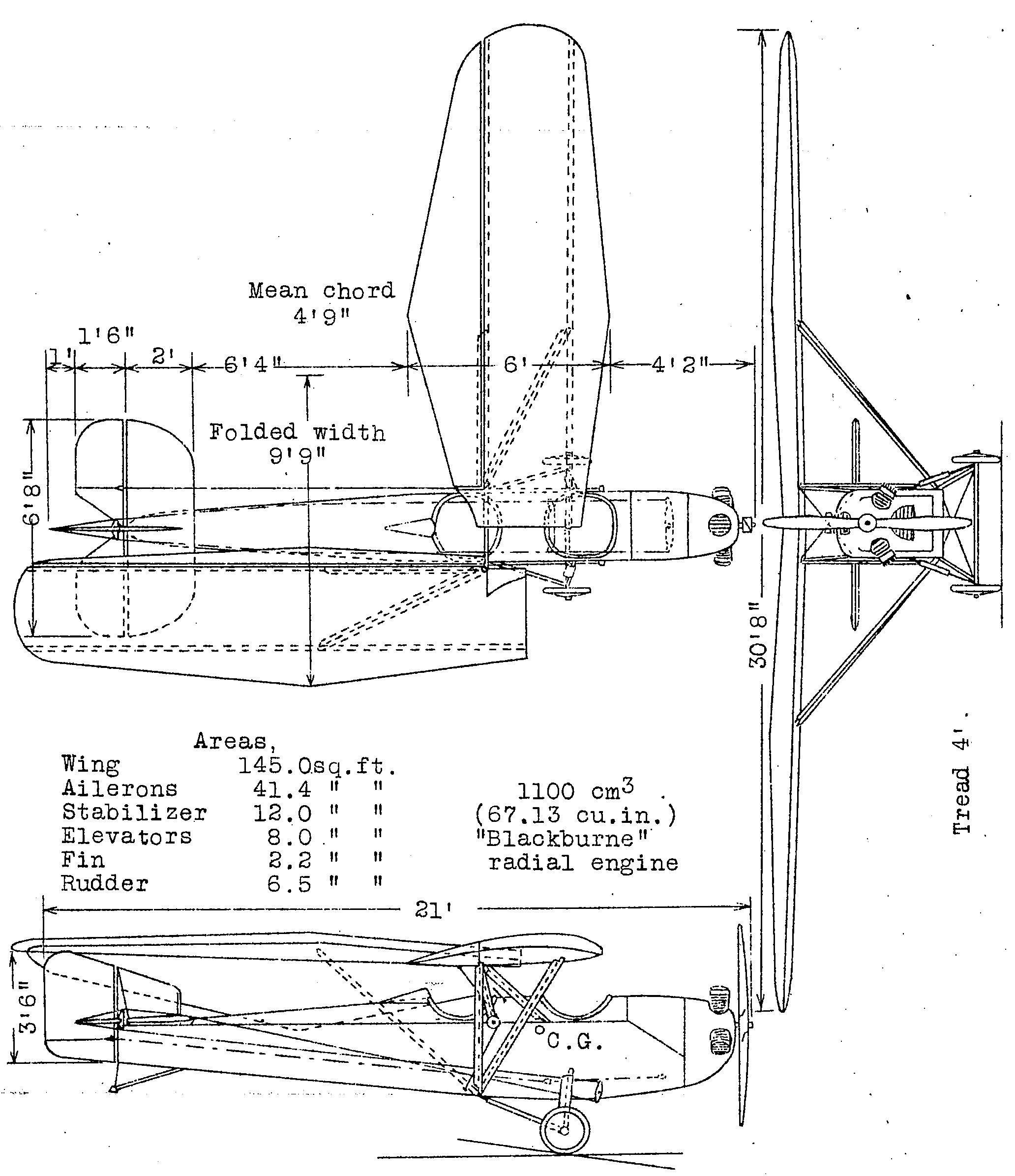
Westland Widgeon I dessin en 3 vues de la NACA-TM-289

- Longueur : 7,144 m (23 ft 5+1⁄4 in)
- Envergure des ailes : 11,087 m (36 ft 4+1⁄2 in)
- Hauteur : 2,57 m (8 ft 5 in)
- Surface de l'aile : 19 m2 (200 pieds carrés)
- Profil de l'aile : RAF 34
- Poids à vide : 424 kg (935 lb)
- Poids maximal au décollage : 748 kg (1 650 lb)
- Moteur : 1 × Cirrus Hermes II, 4 cylindres en ligne refroidis par air, 120 ch (89 kW)
- Hélices : hélice bipale à pas fixe
- Performances :
  - Vitesse maximale : 167 km/h (90 kn)
  - Vitesse de croisière : 86 mph (138 km/h, 75 kn)
  - Portée : 315 mi (507 km, 274 nmi)
  - Plafond de service : 15 000 ft (4 600 m)
  - Taux de montée : 3,3 m/s (640 ft/min)